# غاريث مكهول
غاريث مكهول (بالإنجليزية: Gareth MacHale)‏ مواليد 12 أغسطس 1980، هو سائق راليات أيرلندي بدأ مسيرته في سنة 2006. كان أول رالي له هو رالي مونت كارلو 2006. تسابق في بطولة العالم للراليات.